# Seriphidomyia ussurica
Seriphidomyia ussurica är en tvåvingeart som beskrevs av Fedotova 2005. Seriphidomyia ussurica ingår i släktet Seriphidomyia och familjen gallmyggor. Inga underarter finns listade i Catalogue of Life.